# Druid Network
Druid Network – organizacja zrzeszająca druidów uzyskała  2 października 2010 r. taki sam status, jak główne religie wyznawane w Wielkiej Brytanii. Status organizacji charytatywnej i stosowne ulgi podatkowe przyznała Komisja Charytatywna Anglii i Walii, uznając druidyzm za "spójny i poważny system wierzeń, który oferuje korzystną strukturę etyczną". 
Nie oznacza to jednak, że w Anglii zarejestrowano nowy związek wyznaniowy (tak jak np. ma to miejsce w Polsce, podczas rejestracji nowego związku wyznaniowego w MSWiA) lub jednoznacznie uznano druidyzm za odrębną religię. W procesie rejestracji Druid Network poruszano kwestię druidyzmu, ponieważ angielskie przepisy stanowią, iż rozwijanie czy promowanie religii jest wystarczającym powodem do nadania statusu organizacji pożytku publicznego (czym de facto Druid Network jest). Tym samym instytucja państwowa jedynie pośrednio (dla potrzeb postępowania o nadanie statusu organizacji pożytku publicznego) uznała druidyzm za religię.